# Bayview (okrug Contra Costa, Kalifornija)
Bayview je naseljeno područje za statističke svrhe u američkoj saveznoj državi Kalifornija. Prema popisu stanovništva iz 2010. u njemu je živjelo 1,754 stanovnika.